# 원주 김두한 가옥
원주 김두한 가옥(原州 金斗漢 家屋)은 대한민국 강원특별자치도 원주시 문막읍 건등리에 있는, 원주목사와 남원목사를 지낸 김탄행(1714년 ∼ 1774년)의 묘를 관리하기 위하여 지은 집이다. 1985년 1월 17일 강원특별자치도의 유형문화재 제86호로 지정되었다.

## 개요
원주목사와 남원목사를 지낸 김탄행(1714∼1774)의 묘를 관리하기 위하여 지은 집이다. 약 240여 년 전에 처음 지었다고 하지만 정확한 근거는 없으며, 1936년에 크게 보수하였다고 한다.
ㄱ자형의 안채와 사랑채가 연결되어 ㄷ자형을 이루고, 사랑채 끝에 대문과 헛간 등이 연결되어 전체적으로 ㅁ자형의 배치를 이루고 있다.
안채는 안방과 웃방이 부엌에 접하여 있고 그 옆으로 대청과 건넌방이 있으며, 지붕 옆면은 여덟 팔(八)자 모양의 화려한 팔작지붕집이다.
사랑채는 3단의 장대석 기단 위에 앞면 3칸의 규모로 지었으며, 왼쪽 1칸은 마루방·오른쪽 2칸은 방으로 되어 있다. 마루방 뒤쪽에는 사방 1칸의 온돌방을 두었는데, 이 뒤쪽으로 안채의 부엌과 닿아있다.
사랑채 옆은 대문으로 여기에 이어져 헛간·창고방들이 ㄴ자로 연결되어 있다. 대문에서 헛간부분은 사랑채보다 현저히 낮게 구성되어 지붕선도 층단을 이루고 있다.
일반적으로 남자와 여자가 이용하는 공간이 구분되어 전체의 가옥형태를 이루는데, 이 집은 사랑채의 주요공간이 안채의 부엌 앞쪽에 닿아 있는 특이한 구성을 보이고 있다.

## 참고 자료
- 원주 김두한 가옥 - 국가유산청 국가유산포털